# Мамедов, Расим Кара оглы
Расим Кара оглы Мамедов (азерб. Rasim Qara oğlu Məmmədov) — азербайджанский учёный, доктор физико-математических наук (2004), профессор (2005), декан физического факультета Бакинского государственного университета.

## Биография
Расим Мамедов родился 1 июня 1950 года в селе Нариманлы Басаркечарского района Армянской ССР в семье служащего.
В 1967 году окончил среднюю школу в родном селе с золотой медалью, поступил на факультет Автоматики и Вычислительной Техники Азербайджанского технического университета.
В 1971—1972 годах продолжил учебу в Московском Институте Проблем Управления, получил диплом с отличием.
В 1976—1979 годах учился в аспирантуре Бакинского государственного университета по специальности Радиофизика.
В 1983 году защитил кандидатскую диссертацию по теме «Влияние эмиссионной неоднородности на электрофизические свойства контактов металл-кремний». В 2004 году защитил диссертацию на соискание ученой степени доктора физико-математических наук по теме «Электрофизические свойства реальных контактов металл-полупроводник».
В 1980—1990 годах работал преподавателем, старшим преподавателем кафедры Оптики и молекулярной физики физического факультета БГУ.
В 1990 году утверждён в звании доцента кафедры Оптики и молекулярной физики.
С 1999 по 2004 год работал заместителем декана и в 2004 году избран на должность декана физического факультета БГУ.
В 2005 году Расиму Кара оглы Мамедову было присвоено звание профессора кафедры Оптики и молекулярной физики.
Расим Мамедов является председателем Научного Совета Физического факультета, членом научного Совета БГУ, руководителем Научно-практического семинара физического факультета.
Семейное положение: женат, двое сыновей и дочь.

## Научная деятельность

### Основные достижения
Основные достижения ученого связаны с его открытием явления возникновения дополнительного электрического поля в действующей приконтактной области полупроводника в реальных (то есть с однородной или неднородной ограниченной контактной поверхностью) контактах металл — полупроводник (КМП) возникающего как вследствие неоднородности, так и вследствие ограниченности контактной поверхности со свободными поверхностями металла и полупроводника;
Учёный разработал действующие энергетические модели и механизмы токопрохождения выпрямляющих и омических реальных КМП, а также новый механизм преждевременного электрического пробоя, присущего КМП-диодам;
Получены патенты на изобретения КМП-диода без обратного тока, солнечного элемента на основе нано-КМП и способы их изготовления;
Было открыто новое научное направление в области физики и электроники полупроводников по теме «Физика контактов металл-полупроводник с дополнительным электрическим полем». Написана первая монография «Физика контактов металл-полупроводник с электрическим полем пятен», Баку, БГУ, 2003, 231 с.;
Впервые еще в 80-е годы Расимом Мамедовым установлено, что реальный КМП состоит из совокупности параллельно соединенных взаимодействующих микро- и наноконтактов, свойства которых существенно отличаются от свойств аналогичных макроструктур, а также разработаны физические основы возникновения такого различия.
Мамедов Расим Кара оглы — автор 130 научных работ, 35 научно-публицистических статей, 1 монографии, 3 книг, 5 патентов.

### Избранные статьи
- Температурные зависимости токопрохождения в диодах Шоттки. Прикладная физика, 2003, № 1, с.158-165
- Температурные зависимости токопрохождения в диодах Шоттки при отсутствии краевых эффектов. Прикладная физика, 2003, № 3, с.103-109
- Температурные зависимости токопрохождения по периферии контакта в диодах Шоттки. Прикладная физика, 2003, № 4, с.126-132
- Температурные зависимости токопрохождения в диодах Шоттки при больших обратных напряжениях. Прикладная физика, 2003, № 5, с.123-129
- Зависимости токопрохождения в диодах Шоттки от концентрации примесей полупроводника. Прикладная физика, 2003, № 6, с.134-140
- Фотоэлектрические свойства диодов Шоттки с электрическим полем пятен. Тезис доклад. XVIII Международная Научно-Техническая Конференция по фотоэлектронике и приборам ночного видения, Москва, 2004, с.142-143
- Выпрямляющие диоды Шоттки с электрическим полем пятен. Труды II Международной Конференции «Технические и Физические Проблемы в Разработке Энергии» , Тебриз, 2004, p. 425-427
- Геометрические и электрофизические параметры активных участков контактной поверхности диода Шоттки. IX Международная Научная-Техническая Конференция «Актуальные проблемы твердотельной электроники и микроэлектроники», Таганрог, 2004, с.134-137
- Электрофизические свойства реальных микро- и наноконтактов металл-полупроуводник. Труды VII Международной Конференции «Опто-, наноэлектроника, нанотехнологии и микросхемы», Ульяновск, 2005, с.81
- Выпрямляющие свойства контакта металла с полупроводниковыми микро- и наночастицами. Труды VIII Международной Конференция «Опто-, наноэлектроника, нанотехнологии и микросхемы», Ульяновск, 2006, с.214
- Солнечные элементы на основе микро- и наноконтактов металл-полупроводник. IX Международная Научная-Техническая Конференция «Актуальные проблемы твердотельной электроники и микроэлектроники», Таганрог, 2006, с.186-189
- Некоторые особенности токопрохождения в структуре металл-диэлектрик-металл. Труды II Международной Конференции «Технические и Физические Проблемы в Разработке Энергии», Турция, 2006, с. 543—547
- Новый принцип конструирования солнечного элемента на основе наноконтактов металл — полупроводник. Труды IX Международной Конференция «Опто-, наноэлектроника, нанотехнологии и микросхемы», Ульяновск, 2007, с.87
- Наноконтакты металл-полупроводник. Труды I Международного Научного Семинара «Свет в Наноразмерных Телах», Баку, 2005, с.63-66
- Образование потенциального барьера в однородном КМП с ограниченной контактной поверхностью. АМЕА, Физика, 2007, т. XIII, № 4 , с.192-195
- Реальные контакты металл — полупроводник как совокупность взаимодействующих наноконтактов. АМЕА, Физика, 2007, т. XIII, № 1-2, с.331-333
- Уникальные свойства микро- и наноконтактов металл — полупроводник. Тезисы докладов XIX Международной Научно-Технической Конференции по фотоэлектронике и приборам ночного видения. Москва, 2008, с.198
- Преждевременный пробой реальных диодов Шоттки. Труды IY Международной Конференции «Технические и Физические Проблемы в Разработке Энергии» , Питешти, Румыния; 2008, p.(IV)25-27
- Активная роль дополнительного электрического поля в электронных процессах в реальных макро-, микро- и наноконтактах металл- полупроводник. Труды V Республиканской Научной Конференции «Актуальные проблемы физики», Баку, 2008, с.3-5
- Теоретически омический, а практически выпрямляющий контакт металл — полупроводник. Труды Х Международной Конференция «Опто-, наноэлектроника, нанотехнологии и микросхемы», Ульяновск, 2008, с.198

### Книги
- «Явления поверхностного натяжения и внутреннего трения в жидкостях». Баку, БГУ, 2007, 74 с.
- «Контакты металл — полупроводник с электрическим полем пятен», Баку, БГУ, 2003, 231 с.[1]
- «Определение коэффициента поверхностного натяжения в жидкостях». Баку, БГУ, 1992, 32 с.
- «Методическое указание по определению коэффициента внутреннего трения в жидкостях и газах». Баку, БГУ, 1988, 22 с.

http://static.bsu.az/w10/pdf/mrg-kitab.pdf